# Bistum Erie
Das in den USA gelegene Bistum Erie (lat.: Dioecesis Eriensis) wurde am 29. Juli 1853 als aus dem Bistum Pittsburgh herausgelöst und als selbständiges Bistum begründet.
1949 noch 153.691 Katholiken (20 %) in 123 Pfarreien mit 199 Diözesanpriestern, 103 Ordenspriestern und 915 Ordensschwestern zählend, wuchs das 25.724 km² große Bistum bis 2002 auf 227.162 Katholiken (26 %) in 126 Pfarreien mit 225 Diözesanpriestern, 14 Ordenspriestern, 23 Diakonen und 459 Ordensschwestern.
Das Bistum umfasst die Gebiete von Erie, Crawford, Mercer, Venango, Forest, Clarion, Jefferson, Clearfield, Cameron, Elk, McKean, Potter und Warren.
Erie ist ein Suffragan der Kirchenprovinz Philadelphia.

## Bischöfe
- Michael O’Connor SJ (1853–1854, dann Bischof von Pittsburgh)
- Joshua Maria Young (1853–1866)
- Tobias Mullen (1868–1899)
- John Edmund Fitzmaurice (1899–1920)
- John Mark Gannon (1920–1966)
- John Francis Whealon (1966–1968, dann Erzbischof von Hartford)
- Alfred Michael Watson (1969–1982)
- Michael Joseph Murphy (1982–1990)
- Donald Walter Trautman (1990–2012)
- Lawrence Persico (seit 2012)

## Weblinks

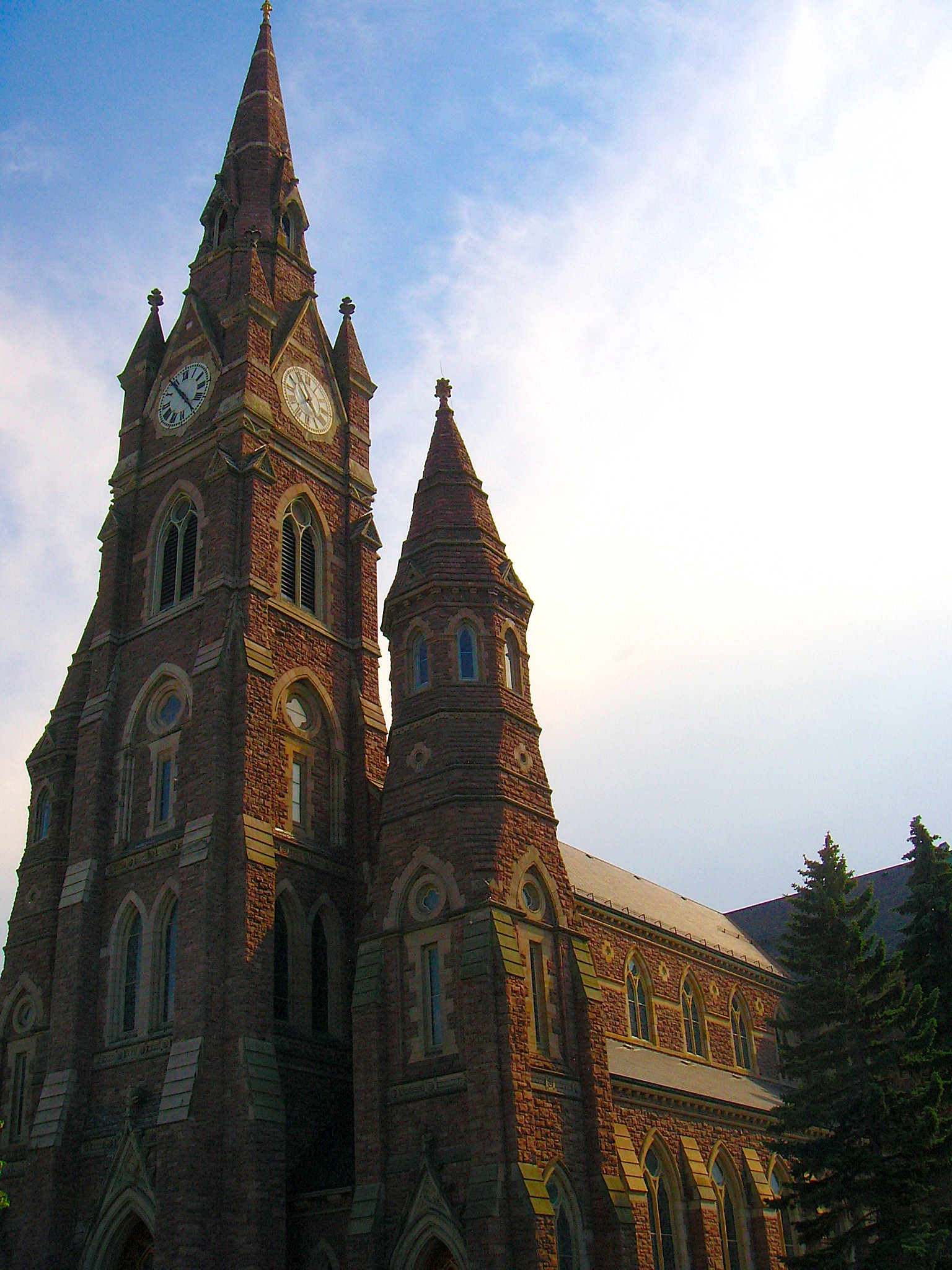
Kathedrale Saint Peter